# Herrnhütte (metropolitana di Norimberga)
La stazione di Herrnhütte è una stazione della metropolitana di Norimberga, servita dalla linea U2.

## Storia
La stazione di Herrnhütte venne attivata il 27 gennaio 1996, come capolinea della tratta da Schoppershof; rimase capolinea fino al 28 novembre 1999, quando venne attivata la tratta seguente fino al capolinea dell'Aeroporto.

## Interscambi
- Fermata autobus[2]